# 悪の笑い
悪の笑いとはフィクションに登場する悪役につきものの昂揚した笑い方である。英語圏での「Evil Laugh 」という表現は少なくとも1860年にまで遡る 。「Wicked laugh」（邪悪な笑い）はさらに古い表現で、1784年の文章にも見ることができる。他のヴァリエーションとして「sardonic laugh」（嘲笑い）という言葉もあり、1714年に現れるが、おそらくさらに古いものである。
コミックにおいて悪の笑いを発するスーパーヴィラン（スーパーヒーローと対になる悪役）の笑い方には、「ムワハハハ」（mwahahaha、muwhahaha）、「ムアハハハ」（muahahaha）、「ブワハハハ」（buahahaha）など「ホホホ」（Ho ho ho）も含めれば様々な表現方法がある。こういった言葉は広くインターネットのブログや掲示板、ゲーム等でも使われている。使用されるのは、一般に何らかの形で勝利が得られた時や他人に優越感を示すときであり、しばしば感動詞として、あるいは例は少なくなるが名詞としても用いられる。
1930年代の人気ラジオ番組『ザ・シャドウ』は演出の一部として悪の笑いをテーマ曲のように使っていた。これに声をあてたのが俳優のフランク・リディックで、オーソン・ウェルズが主役のシャドウ役を彼から引き継いでからも同じ笑い声が使われ続けた 。最もわかりやすく、かつ最もまねされた悪の笑いはおそらくヴィンセント・プライスが声をあてたものであり、ラジオ、映画、音楽、テレビと様々なメディアに登場したが、なかでもマイケル・ジャクソンのミュージック・ビデオ『スリラー』のエンディングで使われたことで有名である。
映画において悪の笑いはしばしば悪役が画面に登場しないときでも鳴り響く。そしてこの笑い声の主は脱出しようとする主人公や犠牲者を追いかけるのである。例を挙げればインディ・ジョーンズ シリーズの『レイダース/失われたアーク《聖櫃》』でインディアナ・ジョーンズが「魂の井戸」を脱出を試みている間、主人公のライバルであるベロックの笑いが南アメリカのジャングルにこだまするのである。また、同シリーズの『インディ・ジョーンズ/魔宮の伝説』も最初のクラブ「オビ=ワン」でラオ･チェーらチャイニーズマフィアがインディをトンプソン・サブマシンガンで襲う頃悪の笑いが聞こえた。
『ゴジラ』シリーズのキングギドラやデストロイアのような人間ではないキャラクターもまたきわめてユニークかつ邪悪な笑い声あるいは笑いに近い音を発する。